# Гластонбері-Сентер (Коннектикут)
Гластонбері-Сентер (англ. Glastonbury Center) — переписна місцевість (CDP) в США, в окрузі Гартфорд штату Коннектикут. Населення — 8459 осіб (2020).

## Географія
Гластонбері-Сентер розташоване за координатами 41°42′11″ пн. ш. 72°36′2″ зх. д. / 41.70306° пн. ш. 72.60056° зх. д. (41.703106, -72.600422).  За даними Бюро перепису населення США в 2010 році переписна місцевість мала площу 12,70 км², з яких 12,28 км² — суходіл та 0,42 км² — водойми.

## Демографія
Згідно з переписом 2010 року, у переписній місцевості мешкало 7387 осіб у 3277 домогосподарствах у складі 1855 родин. Густота населення становила 582 особи/км².  Було 3465 помешкань (273/км²).
Расовий склад населення:
| - 90,7 % — білих - 4,9 % — азіатів - 1,3 % — чорних або афроамериканців - 0,2 % — корінних американців - 1,4 % — осіб інших рас |

До двох чи більше рас належало 1,6 %. Частка іспаномовних становила 4,3 % від усіх жителів.
За віковим діапазоном населення розподілялося таким чином: 22,7 % — особи молодші 18 років, 57,1 % — особи у віці 18—64 років, 20,2 % — особи у віці 65 років та старші. Медіана віку мешканця становила 43,9 року. На 100 осіб жіночої статі у переписній місцевості припадало 83,1 чоловіків;  на 100 жінок у віці від 18 років та старших — 79,2 чоловіків також старших 18 років.
Середній дохід на одне домашнє господарство  становив 111 681 долар США (медіана — 88 621), а середній дохід на одну сім'ю — 124 480 доларів (медіана — 110 080). Медіана доходів становила 90 392 долари для чоловіків та 71 767 доларів для жінок. За межею бідності перебувало 4,0 % осіб, у тому числі 2,4 % дітей у віці до 18 років та 11,3 % осіб у віці 65 років та старших.
Цивільне працевлаштоване населення становило 3860 осіб. Основні галузі зайнятості: освіта, охорона здоров'я та соціальна допомога — 27,8 %, науковці, спеціалісти, менеджери — 15,3 %, фінанси, страхування та нерухомість — 14,2 %.